# Dark (rivière de Nouvelle-Zélande)
Pour les articles homonymes, voir Dark.
La rivière Dark (en anglais : Dark River) est un cours d’eau de la région du Fiordland, situé dans l’Île du Sud de la  Nouvelle-Zélande.

## Géographie
Elle prend naissance à l’ouest de ‘Barrier Peak’ et s’écoule vers l’ouest à travers le Parc national de Fiordland dans le lac ‘Grave’ , qui se draine ensuite dans le Sutherland Sound (en) .